# Ukra
André Filipe Alves Monteiro, mais conhecido como Ukra (Vila Nova De Famalicão, 16 de março de 1988) é um ex-futebolista profissional português que atuava como atacante.
Atualmente, defende o ACD Fornelo.

## Carreira
Ukra formou-se nas camadas jovens do FC Porto.
Na época de 2008-2009 subiu à equipa principal do clube e foi emprestado ao Olhanense. Na época seguinte foi novamente emprestado ao Olhanense onde fez 29 jogos e 47 golos.
Regressou ao FC Porto no final da época de 2009-2010 para começar o estágio com o resto plantel portista para preparar a temporada 2010-2011 e depois ser emprestado ao Sporting de Braga para a segunda volta do campeonato.
Nos últimos anos da carreira jogou no CSKA Sófia (Bulgária), Al Fateh (Arábia Saudita), Santa Clara e Rio Ave.

## Curiosidades
O seu nome futebolístico vem dos seus tempos de infância. Como o seu cabelo era loiro levaram a chamá-lo de Ucraniano que depois se diminuiu para Ukra.